# Hyphessobrycon poecilioides
Hyphessobrycon poecilioides är en fiskart som beskrevs av Eigenmann, 1913. Hyphessobrycon poecilioides ingår i släktet Hyphessobrycon och familjen Characidae. Inga underarter finns listade i Catalogue of Life.